# Henrik Møller
Henrik Bertram Møller (* 11. Oktober 1858 in Trondheim; † 16. Mai 1937 ebenda) war ein führender Vertreter norwegischer Gold- und Silberschmiedekunst. Er war ein Anhänger des Drachenstils (Dragestil), einem wiederbelebten nordischen Stil des Kunsthandwerks der Wikingerzeit, der frühmittelalterliche Motive verwendete. Viele seiner Entwürfe waren von der frühen Architektur Trondheims inspiriert.

## Leben
Henrik Møller gehörte in vierter Generation einer Goldschmiedefamilie an, die sich 1770 in Trondheim niedergelassen hatte. Nach 18 Monaten auf See begann er im Alter von 14. Jahren in der Werkstatt seiner Mutter, der Witwe von Jacob A. Møller, eine Ausbildung zum Goldschmied. In den späten 1870er Jahren erlernte Møller bei dem dänischen Goldschmied Bernhard Hertz in Kopenhagen das Ziselieren. An der Königlich Dänischen Kunstakademie studierte er abends unter anderem Modellbau und Zeichnen. 1879 legte er in Kopenhagen seine Gesellenprüfung ab. Von hier ging er für weitere Studien nach Wien und verbrachte zudem 1½ Jahre in New York, bevor er 1884 nach Trondheim zurückkehrte, wo er als Silberschmied, Ziseleur und Modellbauer arbeitete.
Bis in die 1930er Jahre war Møllers Werk geprägt von seiner romantischen Begeisterung für den Drachenstil des späten 19. Jahrhunderts. Auf der Grundlage seiner Zeichnungen schuf er einfallsreiche Werke mit Drachen und anderen sagenhaften Tieren, die von der nordischen Mythologie inspiriert waren. Für Møller symbolisierten die Drachen den Kampf gegen das Böse.

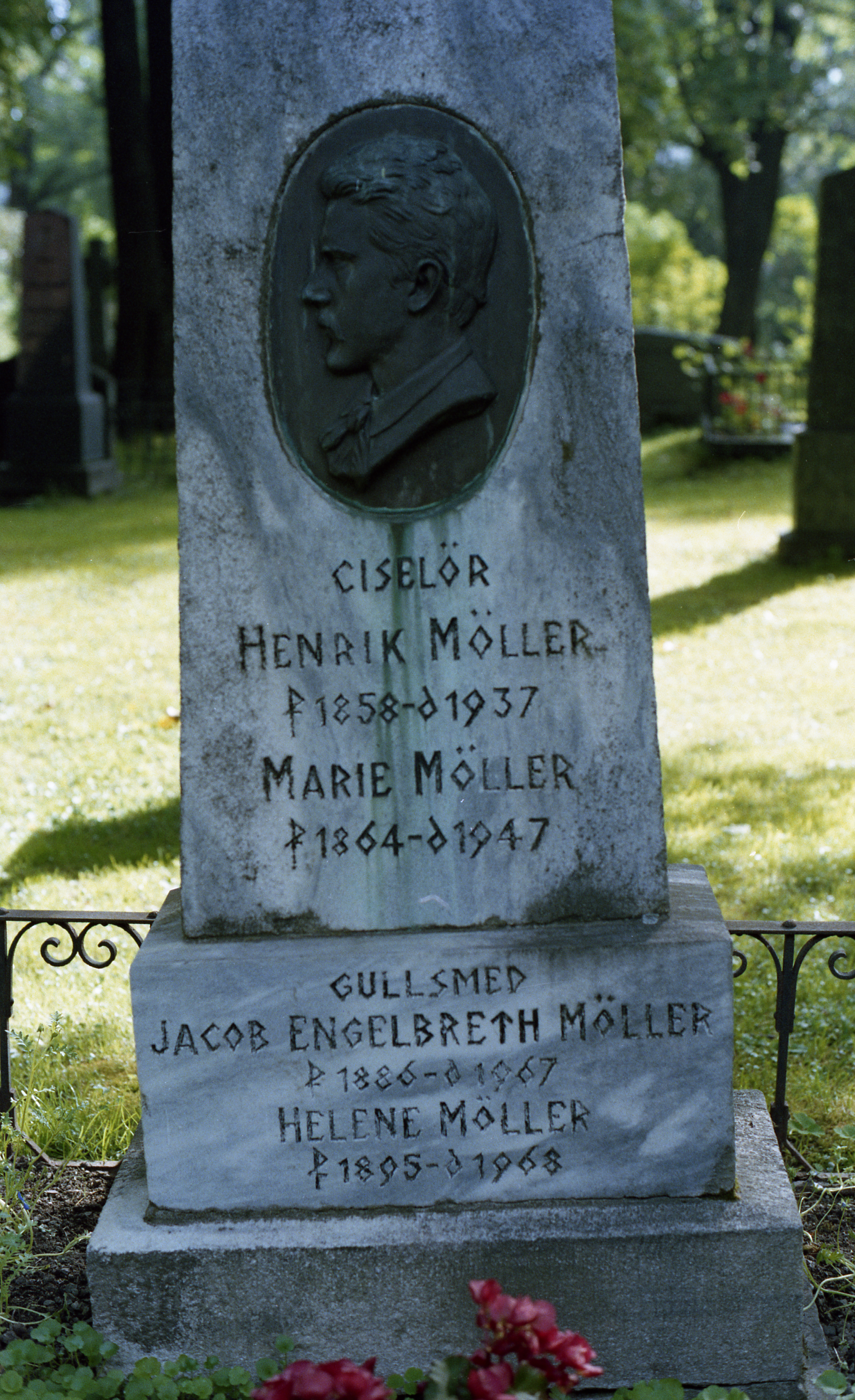
Grabstein von Henrik Møller und Familie auf dem Domkirkegården in Trondheim

Møllers Arbeiten fanden das Interesse von wohlhabenden Kunden wie dem Herzog von Hamilton, Andrew Carnegie, Königin Wilhelmina der Niederlande und dem König Chulalongkorn von Siam. Zu seinen größten Werken gehörte ein 1 Meter hohes und 20 kg schweres Tischgedeck mit Drachen und Motiven aus einem Portal in Hyllestad. Die Arbeit wurde 1897 von dem Wiener Industriekapitän Carl Neufeldt erworben, der damals auch norwegischer Konsul in Wien war. Zu Møllers Werk gehört auch eine Schmuckschatulle mit einem bemannten Wikingerschiff aus dem Jahr 1890 für den Bankier Frank Cyril Tiarks. 1934 verfasste Møller ein autobiografisches und bebildertes Buch über die Arbeiten für seine vermögenden und adeligen Kunden.
Er produzierte neben zahlreichen Kaffee- und Teesets auch Schmuckstücke, Gürtel und Kämme mit Motiven, die vom Erscheinungsbild der Trondheimer Kathedrale Nidarosdom inspiriert waren. Von 1900 bis zum Ersten Weltkrieg betrieb er die Henrik Møllers Metalvarefabrik in Elgeseter, einem Stadtteil von Trondheim, in der 1902 bis zu 50 Arbeiter beschäftigt waren und zahlreiche Produkte wie Türgriffe, Möbelbeschläge, Kronleuchtern und Schiffslampen hergestellt wurden. 1906 lieferte Møller Metallornamente für die damals neue Kirche im Trondheimer Stadtteil Lademoen.
Beispiele für Møllers Kunst finden sich im Kunstindustrimuseet von Oslo und im Nordenfjeldske Kunstindustrimuseum von Trondheim.
Henrik Møller hielt verschiedene Positionen in Handwerksverbänden und war Mitglied mehrerer Kommissionen. Er erhielt 1922 die Verdienstmedaille des norwegischen Königs in Gold (Kongens fortjenstmedalje i gull) und wurde 1932 Ehrenmitglied der norwegischen Goldschmiedevereinigung.

## Publikationen
- Henrik Bertram Møller: Norwegian Tourist Trade in Silver. Trondheim 1934.